# Liisa
Liisa ist die finnische Form des Vornamens Lisa.

## Namenstag
Der Namenstag in Finnland ist der 19. November. Die orthodoxen Namenstage in Finnland sind der 24. April und der 5. September.

## Bekannte Namensträgerinnen
- Liisa Anttila (* 1974), finnische Orientierungsläuferin und Ski-Orientierungsläuferin
- Liisa Jaakonsaari (* 1945), finnische Politikerin
- Liisa Lilleste (* 1985), estnische Fußballspielerin
- Liisa Oviir (* 1977), estnische Juristin und Politikerin (Sozialdemokratischen Partei Estlands – SDE)
- Liisa-Ly Pakosta (* 1969), estnische Politikerin (Eesti 200)
- Liisa Roberts (* 1969), finnisch-US-amerikanische Installationskünstlerin und Filmemacherin
- Liisa Savijarvi (* 1963), kanadische Skirennläuferin
- Liisa-Maria Sneck (* 1968), finnische Eishockeytorhüterin
- Liisa Suihkonen (* 1943), finnische Skilangläuferin
- Liisa Veijalainen (* 1951), finnische Orientierungsläuferin

Zweitname
- Jaana Liisa Prüss (* 1967), deutsche Künstlerin, Kulturaktivistin, Kuratorin und Projektmanagerin
- Kylla Liisa Sjoman (* 1987), kanadisch-finnische Fußballspielerin

Im Doppelnamen
- Eeva-Liisa Manner (1921–1995), finnische Dichterin und Übersetzerin
- Eija-Liisa Ahtila (* 1959), finnische Filmemacherin
- Kaija-Liisa Keskivitikka (* 1945), finnische Eisschnellläuferin
- Maija-Liisa Komulainen (* 1922), finnische Innenarchitektin und Industriedesignerin
- Marja-Liisa Kirvesniemi (* 1955), finnische Skilangläuferin
- Marja-Liisa Olthuis (* 1967), finnisch-samische Linguistin und Autorin
- Marja-Liisa Völlers (* 1984), deutsche Politikerin (SPD)
- Mona-Liisa Nousiainen (1983–2019), finnische Skilangläuferin
- Pirkko-Liisa Rausmaa (* 1934), finnische Volkskundlerin und Trägerin des Europäischen Märchenpreises
- Riitta-Liisa Roponen (* 1978), finnische Skilangläuferin
- Sirkka-Liisa Hahmo (* 1941), finnische Fennistin und Finnougristin